# Тимирязевский (Липецкая область)
Тимиря́зевский — посёлок Долгоруковского сельского поселения Долгоруковского района Липецкой области.
Прежде на этом месте, в 2 км к северо-западу от села Долгоруково, существовали садоводства. В середине 1930-х годов на их месте появился посёлок, в котором расположилась контора 1-го отделения совхоза имени Тимирязева. Первоначально посёлок был безымянным. В 1976 году его назвали Тимирязевским .

## Население
| 2010 | 2011 |
| ---- | ---- |
| 390  | →390 |